# Tachar

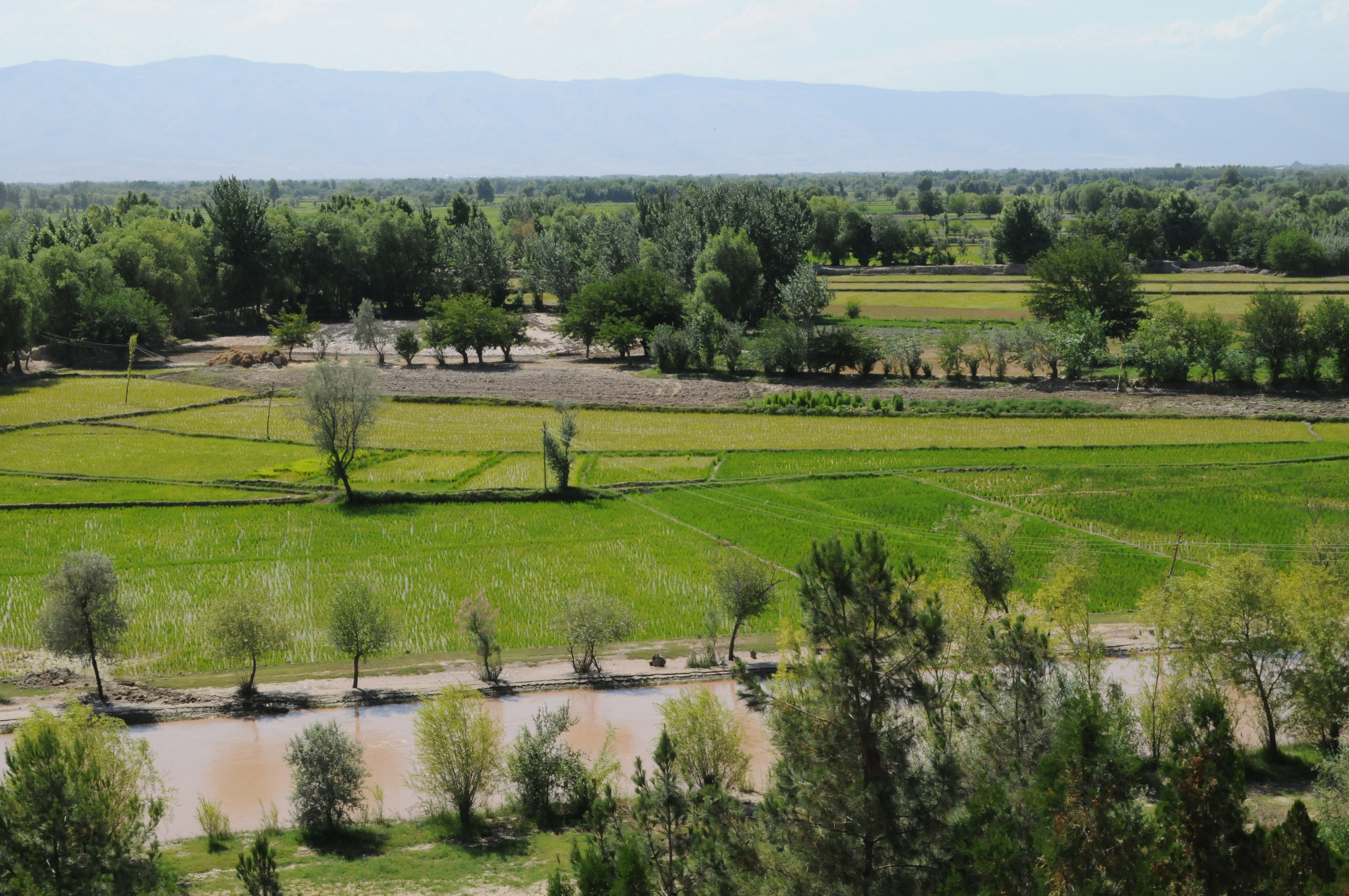
Blick von Khojabahwoddin nach Süden

Tachar (paschtu/persisch تخار, DMG Taḫār; in englischer Umschrift Takhar; auch Toḫār) ist eine Provinz (velayat) im Norden Afghanistans an der Grenze zu Tadschikistan.
Die Fläche beträgt 12.458 Quadratkilometer und die Einwohnerzahl 1.133.570 (Stand: 2022).
Der Name der Provinz leitet sich von den Tocharern ab, die einst die Region als „Dynastie der Kuschana“ beherrschten (vgl. Yuezhi und Tocharistan).

## Verwaltungsgliederung
Die Provinz Tachar gliedert sich in 17 Distrikte (woluswali):
- Bangi
- Baharak
- Chah Ab
- Chal
- Darqad
- Dashte-Qala
- Farkhar
- Hazar Samoch
- Ishkamish
- Kalafgan
- Khojabahwoddin
- Khwaja Ghar
- Namak Ab
- Rustaq
- Taloqan
- Warsaj
- Yangi Qala